# Petrelovka
Petrolovka (941 m) – szczyt na Pogórzu Spiskim w orograficznie lewym zboczu doliny Osturniańskiego Potoku. Południowe stoki, szczyt i górna część stoków północnych należą do słowackiej miejscowości Osturnia, dolna część stoków północnych do polskiej miejscowości  Łapsze Niżne, granica polsko-słowacka nie biegnie tutaj bowiem przez szczyt Petrelovki i sąsiedniej na wschód Malorovki, lecz poniżej, ich północnymi stokami.
Petrolovka jest porośnięta lasem, tylko dolna część jej południowo-zachodnich stoków to pola uprawne i łąki miejscowości Osturnia. Ze stoków północnych wypływa Kacwiński Potok. Dolną częścią północnych stoków, po polskiej stronie prowadzi znakowany szlak turystyki pieszej i rowerowej. 
Jerzy Kondracki zalicza ten region do Pogórza Spiskiego, Słowacy natomiast używają nazwy Magura Spiska. 

## Szlaki turystyki pieszej i rowerowej
: Kacwin – Krzyżowa – Pieskowy Wierch – Holowiec – Przełęcz nad Łapszanką – Pawlików Wierch – Trybsz